# Judo-Juniorenweltmeisterschaften 1976
Die Judo-Juniorenweltmeisterschaften 1976 wurden vom 18.–19. Dezember 1976 in Madrid, Spanien, abgehalten. Es konnten männliche Sportler unter 21 Jahren in 5 Gewichtsklassen teilnehmen. In drei von diesen Klassen gewann Japan Gold und in zwei Silber. Ausrichter war der IJF zusammen mit dem spanischen Judoverband.

## Ergebnisse
| Gewichtsklasse     | Gold                 | Silber            | Bronze                        |
| ------------------ | -------------------- | ----------------- | ----------------------------- |
| - 63 kg            | Singi Haraguchi      | Guy Delvingt      | Oleg Surabiani                |
| - 63 kg            | Singi Haraguchi      | Guy Delvingt      | Mike Kessler                  |
| - 70 kg            | Takahiro Nishida     | Ezio Gamba        | Kwang-Ho Lee                  |
| - 70 kg            | Takahiro Nishida     | Ezio Gamba        | Neil Adams                    |
| - 80 kg            | Aleksandrs Jackēvičs | Hidehiko Toda     | Henryk Halabuda               |
| - 80 kg            | Aleksandrs Jackēvičs | Hidehiko Toda     | Sung-Chun Hong                |
| - 80 kg            | Aleksandrs Jackēvičs | Hidehiko Toda     | Stephan Himpe                 |
| - 93 kg            | Robert Köstenberger  | Nobuyuki Sato     | Carlos Alberto Santos Pacheco |
| - 93 kg            | Robert Köstenberger  | Nobuyuki Sato     | Janusz Zausz                  |
| + 93 kg            | Yasuhiro Yamashita   | Wladimir Schkalow | Anton Leskovar                |
| + 93 kg            | Yasuhiro Yamashita   | Wladimir Schkalow | Wojciech Reszko               |
| Quelle: Judoinside |                      |                   |                               |